# Portfolio
Illustratörer, formgivare, arkitekter, fotomodeller, fotografer, makeupartister, konstnärer och andra kreatörer använder ofta en portfolio eller mapp för att presentera tidigare arbeten de utfört. Innehållet i mappen varierar beroende på vilken profession användaren har men den kan innehålla såväl illustrationer som fotografier och tidningsurklipp. I vissa fall kan mappen även innehålla en meritförteckning.